# Allium tubiflorum
Allium tubiflorum — вид рослин з родини амарилісових (Amaryllidaceae); ендемік Китаю.

## Опис
Рослини без цибулеподібного або часникового запаху. Цибулина поодинока, від яйцювато-кулястої до субкулястої, діаметром 1–2 см; оболонка сірувато-чорна, перетинчаста. Листки приблизно рівні або довші від стеблини, 1–3 мм завширшки, від циліндричних до півциліндричних, шорсткі-зубчасті по кутах. Стеблина 15–30(40) см, циліндрична, вкрита листовими піхвами лише в основі. Зонтик малоквітий. Оцвітина зірчасто-розлога, від червоної до пурпурної; сегменти овально-довгасті, 5–7(8) × 1.5–2(2.4) мм, з'єднані в основі в трубку ≈ 2 мм, верхівка тупа або гостра, внутрішні рівні або трохи довші, ніж зовнішні. Період цвітіння: липень — жовтень.

## Поширення
Ендемік Китаю — Ганьсу, Хебей, Хенань, Хубей, Шаньсі, Шаньсі, північно-східний Сичуань.
Населяє чагарникові ділянки, схили, щілини скель; від приблизно рівня моря до 2000 м.